# Freie Kirche Uster

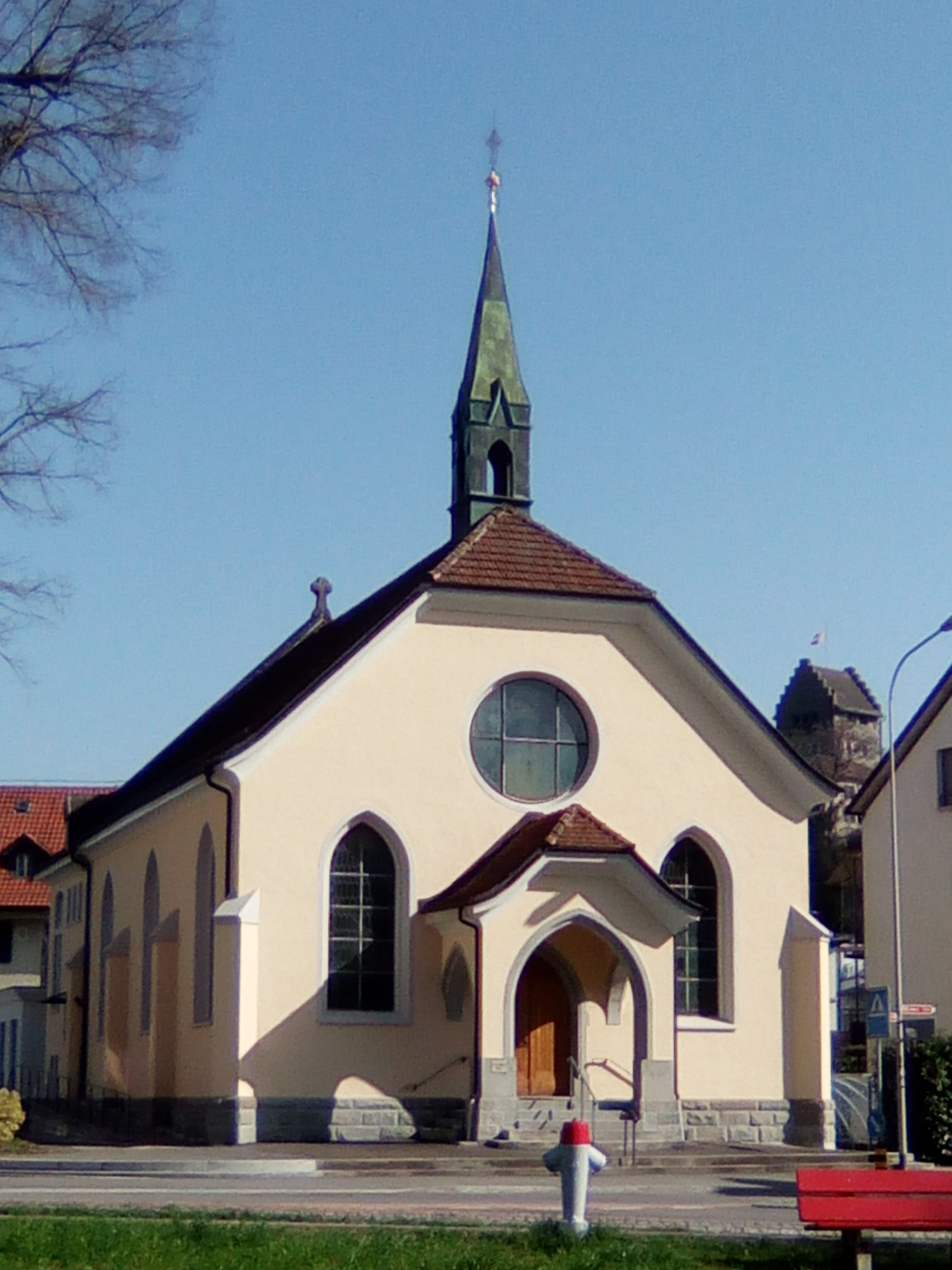
Freie Kirche Uster, errichtet 1904.

Die Freie Kirche Uster wurde im Jahre 1863 gegründet und ist als Verein organisiert. Als Freie Kirche wird ebenfalls die 1905 eingeweihte neugotische Saalkirche der Gemeinde bezeichnet. Die Freie Kirche Uster ist Mitglied der lokalen Sektion der Evangelischen Allianz.

## Vorgeschichte
In der Reformierten Kirche Uster wurde am 10. Januar 1864 mit 863:145 Stimmen Friedrich Salomon Vögelin als Vikar gewählt. Vögelin stand theologisch in der Denk-Tradition von Alois Emanuel Biedermann und erklärte am Himmelfahrtstag 1863 auf der Kanzel, dass seiner Ansicht nach Jesus Christus nicht auferstanden und nicht zum Himmel gefahren sei und dass er nicht wiederkommen werde.
Dagegen protestierten Leute aus der Kirchgemeinde sowie 78 reformierte Pfarrer des Kantons Zürich. Sie waren der Ansicht, dass Vögelins Aussagen gegen das Apostolische Glaubensbekenntnis gerichtet sei. In der reformierten Kirche grenzte sich bereits Heinrich Bullinger (1504–1575) gegen solche ab, welche die Bibel nicht als Wort Gottes ansahen.
Seit 1675 galt im schweizerischen Protestantismus der sogenannte Consensus Helveticus, nach dem niemand eine neue Lehre einführen dürfe, die dem Zweiten Helvetischen Bekenntnis von 1566 und den Lehrregeln von Dordrecht von 1619 widersprechen würde. (Diese Lehrregeln sind nicht zu verwechseln mit dem Dordrechter Bekenntnis der Mennoniten von 1632). Eine Distanz der Zürcher Kirche zur Erweckungsbewegung war durch die Ablehnung des Pietismus durch die Zürcher Obrigkeit schon 1717 vorgespurt worden. Als Folge der Aufklärung wurde der Gottesdienstbesuchszwang, der seit 1530 durch das Grosse Sittenmandat des Zürcher Rates bestand, ab Mitte des 18. Jahrhunderts faktisch aufgehoben. Später kam das Vorbild einer Trennung zwischen Evangelikalen und Moderaten innerhalb des Protestantismus hinzu. 1843 gab es einen weitherum wahrgenommenen Bruch zwischen den Gruppen innerhalb der Kirche von Schottland. Daraus ging die Free Church of Scotland hervor. Das Prinzip der Freiwilligkeitskirche wurde dabei nicht angetastet, ebenso wenig die Trennung von Kirche und Staat verlangt.

## Geschichte
Im Herbst 1863 baten bibelgläubige Frauen aus Uster die Evangelische Gesellschaft Zürich um Hilfe. Als Reaktion auf Vögelins Predigten versammelten sich 60 bibeltreue Christen erstmals am 25. Oktober 1863 im Ustermer Vorort Riedikon unter der Leitung des Zürcher Stadtmissionars Georg Ebinger. Ebinger arbeitete zuvor während zehn Jahren unter deutschen Emigranten in Texas und hatte ab 1863 schon mit Versammlungen in Wald ZH, Wetzikon und Ottikon bei Gossau ZH begonnen. Am 26. März 1864 erfolgte die Verlegung der regelmässig stattfindenden Versammlung nach Uster.

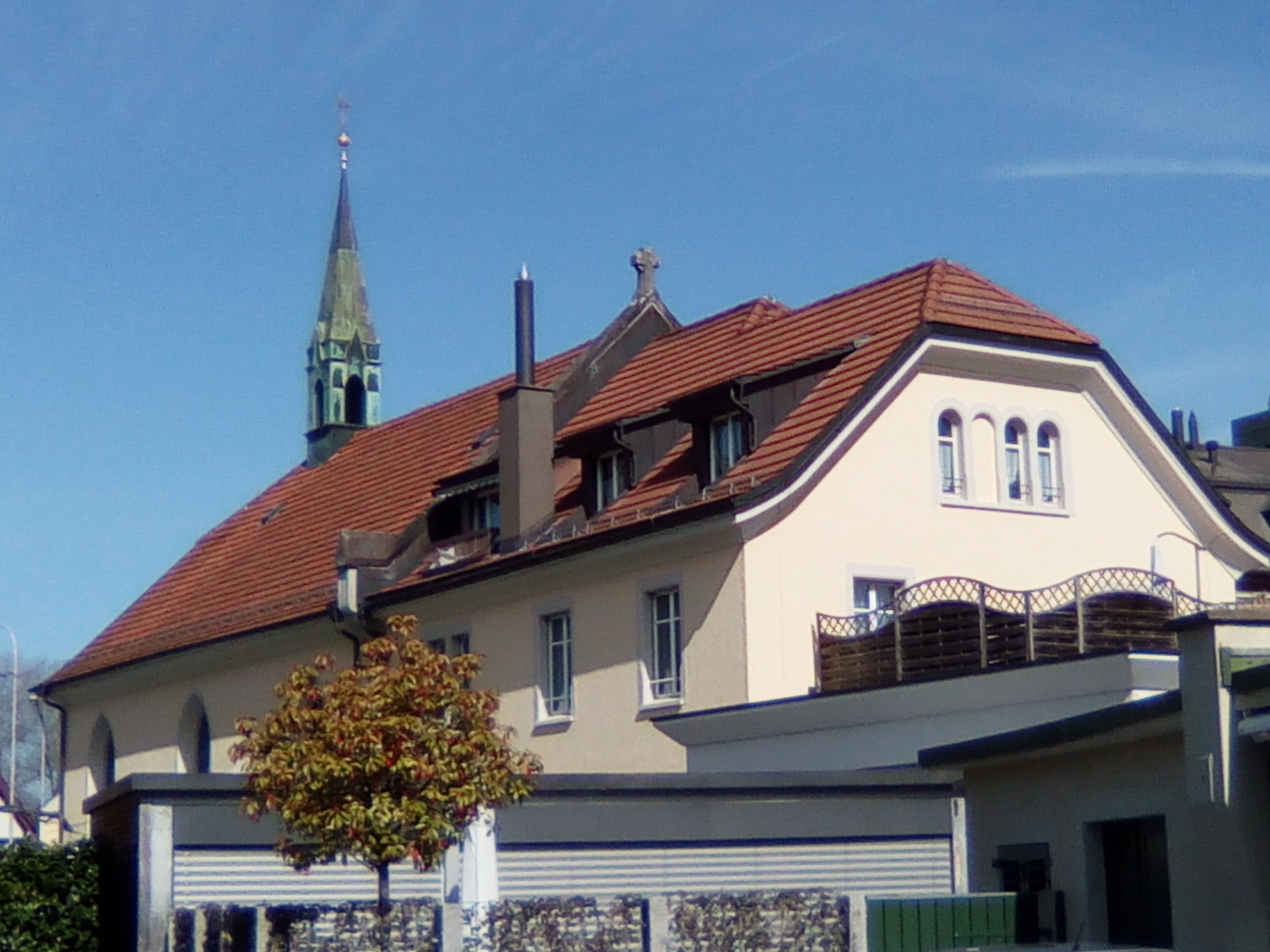
Freie Kirche Uster vom Schulweg her gesehen.

1865 kauften Freunde (Pfister und Furrer) der jungen Gemeinde das alte Sekundarschulhaus am Schulweg 5 und stellten es der Gemeinde zur Verfügung.
1869 waren eine Anzahl Männer der Freien Kirche aus der reformierten Landeskirche ausgetreten, damit sie dadurch das Recht erhielten, ihre Kinder in einen von der Landeskirche unabhängigen und biblisch-positiven Religionsunterricht schicken zu dürfen. Die nun Evangelische Gesellschaft Uster genannte Gemeinde kaufte am Schulweg ein Haus mit grossem Saal.
Am 5. Februar 1870 bildete sich eine Genossenschaft unter dem Namen Freie evangelische Gemeinde Uster. Diese wurde vom Regierungsrat des Kantons Zürich anerkannt.
Erhalten ist eine Gemeinde-Ordnung der freien evangelischen Gemeinde in Uster 1876.
Ab 1880 versammelte sich die Gemeinde während 25 Jahren in einem ehemaligen Fabrikgebäude an der Neuwiesenstrasse, wo zudem eine christliche Schule eingerichtet wurde. Ein Jahr später erhielt die neue Minderheits-Gemeinde in Uster einen eigenen Pfarrer, Gustav Fleischhauer aus Württemberg, Absolvent des evangelischen Seminars in Tübingen, der auch in anderen Gemeinden des Zürcher Oberlandes wie etwa Wald und Wetzikon und darüber hinaus in Versammlungen erweckter Christen predigte. Er wohnte zeitweilig auf dem Pfisterberg in Oberuster und arbeitete früher für die Basler Mission. Fleischhauer verzichtete auf eine Anstellung im Rahmen der Landeskirche. Fleischhauer kam mit der Oxford-Heiligungsbewegung in Berührung, deren Gedanken von Robert Pearsall Smith 1875 nach Deutschland und der Schweiz gebracht wurde.
1884 konstituierte sich die Freie Gemeinde als innerkirchlicher Verein unter der Bezeichnung «Vereinshaus Uster» und später «Minoritätsgemeinde der Landeskirche», da wieder alle Mitglieder der neuen Gemeinde ebenso Mitglied der reformierten Landeskirche waren.

„In ein formelles Verhältnis zur Evangelischen Gesellschaft als Zweigverein trat die Freie Kirche erst 1884.“

In Uster gibt es seit 1880 ausserdem eine Methodistenkirche. Die Heilsarmee Uster versammelt sich seit dem 20. Dezember 1890.
Die freie evangelische Gemeinde ersuchte die Zürcher Regierung 1884, den Beschluss von 1870 zu annullieren, damit der Wieder-Integration der Gemeinde unter das Dach der reformierten Kirche nichts mehr im Wege stünde. Der reformierte Kirchenrat des Kantons Zürich beauftragte danach die Bezirkskirchenpflege Uster mit der Aufsicht über das Vereinshaus Uster (Verein). Da die Mitglieder der Freien Kirche Uster zudem Mitglieder der reformierten Kirche waren, finanzierten sie die erstere mit freiwilligen Gaben, die zweite durch Kirchensteuern.
Die formelle Zusammenarbeit mit der Evangelischen Gesellschaft Zürich bestand von 1884 bis 1979.
Am 17. März 2009 wurde die Kirchenordnung der Evangelisch-reformierten Landeskirche des Kantons Zürich vom 2. Juli 1967 ersetzt. Die evangelischen Gemeinschaften innerhalb der Zürcher Landeskirche werden in Art. 14 erwähnt, aber keine Rechten und Pflichten der Minoritätsgemeinden gegenüber der Kirche mehr definiert, im Unterschied zu Art. 41 der früheren Gesetzesversion. Zudem werden in der heutigen Version nur noch Beziehungen genannt, aber nicht mehr eine engere Beziehung.
Die Kirchenordnung von 2009 wurde von der Landeskirche so umgesetzt, dass die FKU nicht mehr als Minoritätsgemeinde der reformierten Landeskirche gilt. 2016 wurden die Statuten des Vereins Freie Kirche Uster entsprechend angepasst.

## Eigenes Kirchengebäude

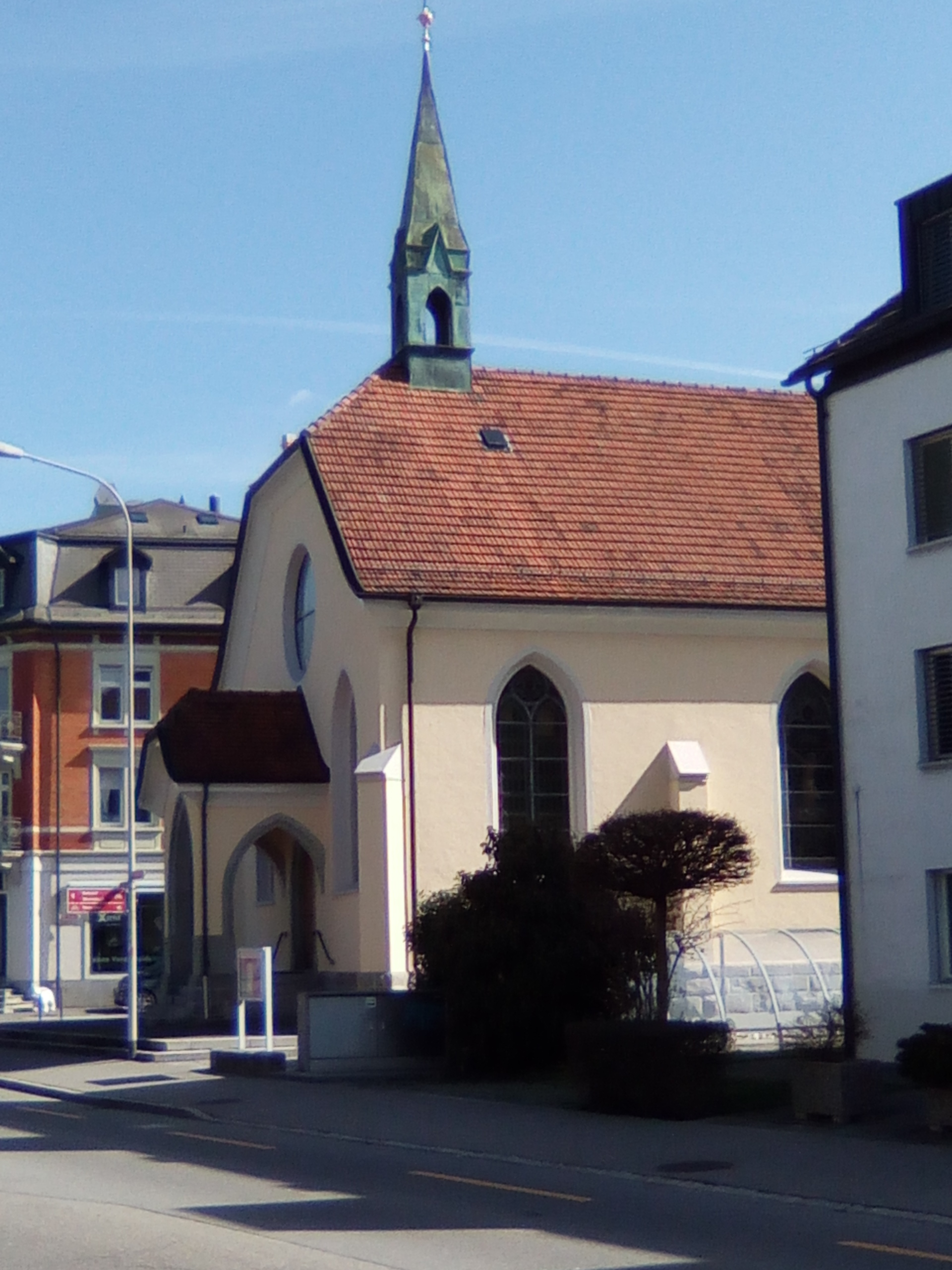
Freie Kirche Uster von der Apothekerstrasser her betrachtet.

Am 7. Juni 1903 wurde der Kirchenbau von der Männerversammlung der Freien Kirche Uster gutgeheissen. Der Bau wurde finanziert durch Darlehen und Gaben und kostete Fr. 73.000.-. Als Baujahr gilt gemäss Kanton Zürich 1904. Am 16. Juli 1905 wurde das neue Versammlungsgebäude eingeweiht.

„Von 1911 an, als erstmals ein positiver Pfarrer an die Majoritätsgemeinde Uster gewählt wurde, verbesserte sich das Verhältnis der Freien Kirche zu dieser. Als in den 1930er-Jahren die Dorfkirche renoviert wurde, stellte die Freie Kirche ihr Gotteshaus der Majorität zur Verfügung.“

1923 wurde durch die Firma Kuhn eine Orgel eingebaut, was in Freikirchen selten ist. In der Bestandesaufnahme der kantonalen zürcherischen Denkmalpflege wird die Freie Kirche bezeichnet als «neugotische Saalkirche mit Dachreiter und Pfarrhausanbau an der Ostseite». Die Kirche steht unter dem Schutz des Planungs- und Baugesetzes PBG §204. 1957 wurde der Innenraum für Fr. 60'000.- renoviert und ums Jahr 2000 ein Kirchgemeindesaal angebaut.
Das Gebäude, das im Volksmund Freichilä oder Freie Kirche genannt wird, ist in früheren Quellen noch unter der Bezeichnung Freie evangelische Kirche bekannt. Das Gebäude zählt zur Liste der Objekte von überkommunaler Bedeutung der kantonalen Denkmalpflege von 2012. Das ist die dritthöchsten Gebäude-Kategorisierungsklasse in denkmalpflegerischer Hinsicht, nach der A- und B-Liste. Die Gebäude-Nummer (GVZ-Nr.) ist 19802529. Die Denkmalschutz-Einstufung des Kantons Zürich stammt vom 19. Februar 1979.

## Mitglieder
Von 1960 bis 2008 bewegte sich die Zahl der eingeschriebenen Mitglieder im Verein Freie Kirche Uster zwischen 150 und 200. Um 1990 hatte die Freie Kirche Uster etwa 180 Mitglieder. 2012 wurden 141 Mitglieder gezählt.

## Beziehungen
Am 4. März 1917 wurde in der Freien Kirche Uster auf Anregung von einigen Reformierten aus Maur von rund 100 Männern die Protestantisch-christliche Partei des Bezirkes Uster gegründet. Daraus entstand die Evangelische Volkspartei Zürich.
Die Freie Kirche Uster hatte bei der Entstehung des schweizerischen Freikirchenverbandes eine kleine Rolle gespielt. Nachdem die Behörden wegen der grossen Grippe-Epidemie nach dem Ersten Weltkrieg im Unterschied zu Landeskirchen und Restaurants freikirchliche Versammlungen verboten hatten, bewirkten einige Freikirchen, darunter die FKU und die Minoritätsgemeinde Aarau, dass die Schweizerische Evangelische Allianz eine Eingabe an die Bundesbehörden zur Aufhebung des Versammlungsverbotes machte. Die Allianz als Verbund von Einzelpersonen wurde von den Behörden als Ansprechpartner aber nicht akzeptiert. Als Folge davon wurde am 18. November 1919 auf Antrag der Zürcher Allianz-Sektion in der Minoritätsgemeinde Aarau der Verband Evangelischer Freikirchen und Gemeinden in der Schweiz gegründet. Seit Mitte der 1990er Jahre gehört die FKU dem Freikirchen-Verband nicht mehr an, da nur noch solche Kirchen und Verbände Mitglied werden können, welche mindestens zehn vollamtliche Mitarbeitende oder 2'000 Mitglieder zählen.

## Juristisches
Die Freie Kirche Uster ist als Verein organisiert. Das Verhältnis zwischen Vereinsautonomie und Kirchenautonomie ist grundsätzlich betrachtet etwas Spezielles. So heisst es etwa in einer Habilitations-Schrift der Johannes Gutenberg-Universität Mainz: "Die glaubensbedingte hierarchische innere Organisation von Religionsgesellschaften ist somit Ausdruck der religiösen Selbstbestimmung der Mitglieder und rechtfertigt eine besondere Anerkennung und Anwendung des Grundsatzes der Vereinsautonomie."